# Kim Kyung-tae
Dans ce nom coréen, le nom de famille, Kim, précède le nom personnel.
Pour les articles homonymes, voir Kim.
Kim Kyung-tae 김경태 (né le 4 avril 1979 à Séoul en Corée du Sud) est un joueur sud-coréen de hockey sur glace.

## Carrière de joueur
Commençant sa carrière avec le Halla Winia en 2003 où il évolua jusqu'au terme de la saison 2006-2007. Il fit ensuite son service militaire avant de revenir au jeu pour la saison 2009-2010 toujours avec le même club.

## Statistiques

### En club
| Saison    | Équipe       | Ligue       |    | Saison régulière | Saison régulière | Saison régulière | Saison régulière | Saison régulière |   | Séries éliminatoires | Séries éliminatoires | Séries éliminatoires | Séries éliminatoires | Séries éliminatoires |
| Saison    | Équipe       | Ligue       | PJ | B                | A                | Pts              | Pun              | PJ               | B | A                    | Pts                  | Pun                  |                      |                      |
| 2003-2004 | Halla Winia  | Asia League | 16 | 5                | 10               | 15               | 29               | -                | - | -                    | -                    | -                    |                      |                      |
| 2004-2005 | Anyang Halla | Asia League | 42 | 13               | 13               | 26               | 24               | -                | - | -                    | -                    | -                    |                      |                      |
| 2005-2006 | Anyang Halla | Asia League | 37 | 9                | 16               | 25               | 38               | 4                | 0 | 1                    | 1                    | 0                    |                      |                      |
| 2006-2007 | Anyang Halla | Asia League | 19 | 6                | 12               | 18               | 10               | -                | - | -                    | -                    | -                    |                      |                      |
| 2009-2010 | Anyang Halla | Asia League | 15 | 0                | 1                | 1                | 6                | -                | - | -                    | -                    | -                    |                      |                      |

### En équipe nationale
| Année | Équipe       | Compétition                 |   | PJ | B | A | Pts | Pun               |  | Résultats |
| 2002  | Corée du Sud | Championnat du monde div. 1 | 5 | 0  | 0 | 0 | 2   | 6e position       |  |           |
| 2003  | Corée du Sud | Championnat du monde div. 2 | 5 | 4  | 5 | 9 | 0   | Médaille d'or     |  |           |
| 2004  | Corée du Sud | Championnat du monde div. 1 | 5 | 0  | 0 | 0 | 0   | 6e position       |  |           |
| 2006  | Corée du Sud | Championnat du monde div. 2 | 5 | 3  | 6 | 9 | 2   | Médaille d'argent |  |           |